# Crotaphytidae
Crotaphytidae H.M. Smith & Brodie, 1982 è una famiglia di sauri dell'infraordine Iguania, diffusa negli Stati Uniti sud-occidentali e in Messico.

## Tassonomia
La famiglia comprende 12 specie in 2 generi:
- Genere Crotaphytus Holbrook, 1842
  - Crotaphytus antiquus Axtell & Webb, 1995
  - Crotaphytus bicinctores Smith & Tanner, 1972
  - Crotaphytus collaris (Say, 1822)
  - Crotaphytus dickersonae Schmidt, 1922
  - Crotaphytus grismeri Mcguire, 1994
  - Crotaphytus insularis van Denburgh & Slevin, 1921
  - Crotaphytus nebrius Axtell & Montanucci, 1977
  - Crotaphytus reticulatus Baird, 1858
  - Crotaphytus vestigium Smith & Tanner, 1972

- Genere Gambelia Baird, 1859
  - Gambelia copeii (Yarrow, 1882)
  - Gambelia sila (Stejneger, 1890)
  - Gambelia wislizenii (Baird & Girard, 1852)